# Scionecra milledgei
Scionecra milledgei – gatunek straszyka z rodziny Diapheromeridae i podrodziny Necrosciinae. Endemit wschodniej Australii. Żeruje na eukaliptusach. W Czerwonej księdze IUCN umieszczony jako gatunek zagrożony o niedostatecznie rozpoznanym statusie.

## Taksonomia
Gatunek ten po raz pierwszy opisany został w 2007 roku przez Paula Brocka i Jacka Hasenpuscha na łamach „Zootaxa”, na podstawie pięciu okazów odłowionych w 1965, 2001 i 2006 roku. Jako lokalizację typową wskazano stanowisko 16 km na zachód od Palumy w północnym Queensland. Epitet gatunkowy nadano na cześć entomologa Grahama Milledge’a.

## Morfologia
Straszyk o wydłużonym ciele, u samicy osiągającym od 90 do 95 mm, a u samca od 64 do 65 mm długości. Ubarwienie ma ciemnobrązowe ze słabo zaznaczonym nakrapianiem. Dłuższa niż szeroka głowa zaopatrzona jest w niewielkich rozmiarów oczy złożone, trzy pomarańczowe przyoczka między nimi oraz zbudowane z licznych, słabo wyodrębnionych członów czułki sięgające ku przodowi poza rozprostowane przednie odnóża. Dwa początkowe człony czułków są szersze od pozostałych. Śródplecze jest trzykrotnie dłuższe od zaplecza oraz ponad pięciokrotnie dłuższe od przedplecza, które z kolei jest tak długie jak głowa. Skrzydła pierwszej pary są skrócone, prawie ścięte u szczytu. Skrzydła drugiej pary są brązowe z ciemnobrązowym nakrapianiem części przedanalnej i sięgają poza wierzchołek piątego segmentu odwłoka. Odnóża przedniej pary mają poszerzone i zakrzywione u podstawy uda. Tylna para odnóży nie sięga do końca siódmego segmentu odwłoka. Odwłok ma skrócone segmenty od ósmego do dziesiątego. Wierzchołek segmentu analnego jest ścięty. Płytka subgenitalna samca jest szeroka i dochodzi prawie do końca dziewiątego segmentu odwłoka. Płytka subgenitalna samicy jest przekształcona w zwężające się ku niemal szczytowi operculum nie sięgające do połowy długości dziewiątego segmentu. Krótkie przysadki odwłokowe mają zaokrąglone szczyty.

## Biologia i ekologia
Owad ten zasiedla suche zadrzewienia. Jest fitofagiem żerującym na eukaliptusach.
Składane przez samicę jaja mają owalny kształt. Ich długość wynosi 1,6 mm, szerokość 1,2 mm, a wysokość 1,2 mm. Chorion ich odznacza się silnym, siateczkowatym urzeźbieniem i ciemnobrązową barwą. Biegnąca niemal przez całą długość jaja płytka mikropylowa ma czarny kolor i szeroką formę. Wieczko jest płaskie i siateczkowate urzeźbione.

## Rozprzestrzenienie i zagrożenie
Straszyk ten jest endemitem kontynentalnej Australii. Znany jest wyłącznie z okolic Palumy w północnej części Queensland. Jego faktyczny zasięg geograficzny pozostaje nieznany i trudny do oszacowania.
Międzynarodowa Unia Ochrony Przyrody sklasyfikowała S. milledgei w Czerwonej księdze gatunków zagrożonych jako gatunek o niedostatecznie rozpoznanym statusie (DD). Rozmiary i trend jego populacji są nieznane. Zagrożenie stanowią dla niego pożary buszu, których częstość w Australii stale rośnie w wyniku globalnego ocieplenia. Mogą one zarówno prowadzić do uszczuplenia w populacji, jak i negatywnych zmian w ekosystemie. Ponadto na zamieszkiwanym przez niego terenie zagrożeniem są powodzie.